# Lee David
Lee Da-wit (hangul= 이다윗, RR= I Da-wit; Incheon, 3 de marzo de 1994), más conocido como Lee David, es un actor surcoreano.
Participó en la película The Hynopsis en 2021, dándole vida al personaje Do-hyun.

## Carrera
Es miembro de la agencia "Respect Entertainment". Previamente formó parte de la agencia "Saram Entertainment".
En el 2006 apareció en la serie Yeon Gaesomun donde dio vida a Kim Yushin de pequeño.
En mayo del 2008 apareció en la serie Iljimae, donde interpretó a Cha-dol de pequeño, el hijo de Lee Won-ho (Jo Min-ki).
El 13 de mayo del 2010 apareció como parte del elenco principal de la película Poetry donde dio vida a Jong-wook, el joven nieto de Yang Mi-ja (Yun Jeong-hee).
El 20 de julio del 2011 se unió al elenco de la película The Front Line donde interpretó al soldado Nam Seong-shik.
El 8 de abril del 2013 apareció como invitado en la serie Gu Family Book donde dio vida a Yoon Jung-yoon, el hermano menor de Yoon Seo-hwa (Lee Yeon-hee).
El 11 de julio del mismo año apareció como personaje principal de la película Pluto donde interpretó a Kim Joon, un estudiante transferido de una prestigiosa escuela que es arrestado por el asesinato de Yoo-jin (Sung Joon), uno de sus compañeros de clase.
El 23 de junio del 2014 se unió al elenco de la película Kundo: Age of the Rampant donde dio vida a Jo Seo-in, el hermanastro de Jo Yoon (Kang Dong-won).
En abril del 2015 se unió al elenco recurrente de la serie Who Are You: School 2015 donde interpretó al estudiante Park Min-joon, un joven inteligente y trabajador así como miembro y presidente de la clase 2-3.
El 24 de febrero del 2016 apareció como parte del elenco principal de la película Pure Love (también conocida como "Unforgettable") donde dio vida al joven Gae-deok, un miembro del grupo de amigos conformado por Beom-sil (Do Kyung-soo), Soo-ok (Kim So-hyun), Gil-ja (Joo Da-young) y San-dol (Yeon Joon-seok).
En julio del mismo año se unió al elenco recurrente de la serie Let's Fight, Ghost (también conocida como "Bring It On, Ghost") donde interpretó al estudiante de informática y ciencias de la información Kim In-rang, el amigo de Park Bong-pal (Ok Taec-yeon) y Choi Cheon-sang (Kang Ki-young), así como un miembro del club de caza-fantasmas "Ghost Net", hasta el final de la serie el 30 de agosto del mismo año.
El 31 de octubre del mismo año se unió al elenco principal de la serie web Be Positive donde dio vida a Hwang In-guk, el mejor amigo de Kim Hwan-dong (Do Kyung-soo), que sueña con convertirse en productor de cine, hasta el final de la serie el 4 de noviembre del mismo año.
El 5 de agosto del 2017 se unió al elenco de la serie Save Me donde interpretó a Woo Jung-hoon, un miembro del grupo "Hillbilly Quartet" conformado por Han Sang-hwan (Ok Taec-yeon), Suk Dong-chul (Woo Do-hwan) y Choi Man-hee (Ha Hwa-jung), quienes intentan salvar a su antigua compañera de clases Im Sang-mi (Seo Ye-ji). 
En octubre del 2018 se unió al elenco recurrente de la serie Bad Papa donde dio vida a Kim Yong-dae, un maestro de artes marciales y entrenador del círculo de luchas, que solía ser fan de Yoo Ji-cheol (Jang Hyuk) cuando era pequeño.
El 4 de agosto del 2019 se unió al elenco recurrente de la serie Hotel Del Luna donde interpretó a Kim In-rang, un asesino en serie y un espíritu maligno, hasta el 25 de agosto del mismo año.
En enero del 2020 se unió al elenco recurrente de la serie Itaewon Class donde dio vida a Lee Ho-jin, un compañero de clases de Park Sae-roy	(Park Seo-joon).
El 11 de septiembre del mismo año se unió al elenco principal de la serie SF8: Baby It’s Over Outside (también conocida como "You Can’t Fall In Love After A Week") donde interpretó a Kim Nam-woo.
El 14 de abril de 2021 se unió al elenco principal de la serie Law School donde dio vida a Seo Ji-ho.
El 26 de diciembre de 2024 participó en la serie Squid Game 2 donde interpretó a Park Min-su.

## Filmografía

### Series de televisión
| Año             | Título                                 | Personaje                      | Notas                     |
| --------------- | -------------------------------------- | ------------------------------ | ------------------------- |
| 2025            | El Juego del Calamar 3                 | Min-Su (125)                   |                           |
| 2024            | El Juego del Calamar 2                 | Min-su (125)                   |                           |
| 2021 - presente | Law School                             | Seo Ji-ho                      |                           |
| 2020            | SF8: Baby It’s Over Outside            | Kim Nam-woo                    | [ 12 ]                    |
| 2020            | Itaewon Class                          | Lee Ho-jin                     |                           |
| 2019            | Hotel Del Luna                         | Seol Ji-won                    | 7 episodios - (ep. #8-14) |
| 2018            | Bad Papa                               | Kim Yong-dae                   |                           |
| 2017            | Save Me                                | Woo Jung-hoon                  | 16 episodios              |
| 2016            | Be Positive                            | Hwang In-guk                   | 6 episodios - (serie web) |
| 2016            | Let's Fight, Ghost                     | Kim In-rang                    | 16 episodios              |
| 2016            | Mirror of the Witch                    | Rey Myung-jong                 |                           |
| 2015            | Who Are You: School 2015               | Park Min-joon                  |                           |
| 2013            | Gu Family Book                         | Yoon Jung-yoon                 | ep. #1                    |
| 2012            | The Great Seer                         | Mok Ji-sang (de joven)         |                           |
| 2011            | Deep Rooted Tree                       | Park Se-myung                  |                           |
| 2009            | Hometown Legends - "The Grudge Island" | Seok-yi                        | ep. #2                    |
| 2008            | My Pitiful Sister                      | Ji-ho                          |                           |
| 2008            | Iljimae                                | Cha-dol / Shi-hoo (de pequeño) |                           |
| 2007            | Yi San                                 | Príncipe Euneon                |                           |
| 2007            | Bad Woman, Good Woman                  | -                              |                           |
| 2006            | Yeon Gaesomun                          | Kim Yushin (de pequeño)        |                           |
| 2003            | The King's Woman                       | Príncipe Sunhwa                |                           |
| 2003            | Age of Warriors                        | Choe Woo                       |                           |
| 2001            | TV Novel: Flower Story                 | -                              |                           |

### Películas
| Año  | Título                                   | Personaje              | Notas                                                                                         |
| ---- | ---------------------------------------- | ---------------------- | --------------------------------------------------------------------------------------------- |
| 2021 | The Hypnosis                             | Do-Hyun                | (Protagonista)                                                                                |
| 2019 | Svaha: The Sixth Finger                  | Go Jo-sub / Joseph     | junto a Lee Jung-jae, Park Jung-min, Lee Jae-in, Jung Jin-young, Jin Seon-kyu y Ji Seung-hyun |
| 2018 | Swing Kids                               | Kwang-gook             | junto a Do Kyung-soo, Park Hye-su, Jared Grimes, Oh Jung-se y Kim Min-Ho                      |
| 2018 | Last Child                               | Jin Eun-chan           | junto a Choi Moo-sung, Kim Yeo-jin, Sung Yu-bin y Kim Kyung-ik                                |
| 2017 | The Fortress                             | Chil-bok               | junto a Lee Byung-hun, Kim Yoon-seok, Park Hae-il, Go Soo y Park Hee-soon                     |
| 2016 | Split                                    | Park Young-hoon        | junto a Yoo Ji-tae, Lee Jung-hyun, Jung Sung-hwa, Kwon Hae-hyo y Park Chul-min                |
| 2016 | Pure Love                                | Gae-deok               | junto a Do Kyung-soo, Kim So-hyun, Joo Da-young, Yeon Joon-seok y Lee Dae-yeon                |
| 2015 | A Matter of Interpretation               | Agente de entradas     | junto a Shin Dong-mi, Yoo Jun-sang y Kim Kang-hyun                                            |
| 2014 | Kundo: Age of the Rampant                | Jo Seo-in              | junto a Ha Jung-woo, Kang Dong-won, Cho Jin-woong, Ma Dong-seok, Joo Jin-mo y Nam Da-reum     |
| 2014 | Mad Sad Bad - "Ghost"                    | Seung-ho               | junto a Park Ki-woong, Nam Gyu-ri, Park Jung-min, Ahn Kil-kang y Hwang Geon                   |
| 2013 | The Terror Live                          | Park Shin-woo          | junto a Ha Jung-woo, Lee Geung-young, Jeon Hye-jin, Choi Jin-ho, Kim So-jin y Kim Dae-myung   |
| 2013 | Pluto                                    | Kim Joon               | junto a Kim Kwon, Sung Joon, Kim Kkot-bi, Ryu Kyung-soo, Jo Sung-ha y Park Hae-joon           |
| 2012 | Romance Joe                              | Romance Joe (de joven) | junto a Kim Young-pil, Shin Dong-mi, Lee Chae-eun, Jo Han-chul, Kim Dong-hyeon y Kim Sae-byuk |
| 2011 | War of the Arrows                        | Choi Nam-yi (de joven) | junto a Park Hae-il, Moon Chae-won, Jeon Min-seo, Kim Mu-yeol y Ryu Seung-ryong               |
| 2011 | The Front Line                           | Pvt. Nam Seong-shik    | junto a Shin Ha-kyun, Go Soo, Lee Je-hoon, Ryu Seung-soo, Kim Ok-bin y Ryu Seung-ryong        |
| 2011 | In Love and War                          | Dong-woo               | junto a Kim Joo-hyuk, Jung Ryeo-won, Chae Bin, Yoo Hae-jin, Byun Hee-bong y Kim Sang-ho       |
| 2010 | Bloody Innocent - "Chapter 1, Year 1985" | Seung-ho (16 años)     | junto a Shin Sung-rok, Kim Da-hyun, Jung Se-in, Kang Cho-hee                                  |
| 2010 | Poetry                                   | Jong-wook              | junto a Yun Jeong-hee, Kim Hi-ra, Ahn Nae-sang y Park Myeong-sin                              |
| 2009 | Infernal Affair                          | Soldado                | (corto)                                                                                       |
| 2009 | Why Did You Come to My House?            | Park Ji-min (de joven) | junto a Seungri, Park Hee-soon, Kang Hye-jung, Choi Gwi-hwa y Seo Young-hwa                   |
| 2007 | Paradise Murdered                        | Tae-ki                 | junto a Park Hae-il, Park Sol-mi, Sung Ji-ru, Park Won-sang, Ahn Nae-sang y Yoo Hye Jung      |
| 2006 | Head-butt King (박치기 왕)               | Choi Chi-young         | junto a Park Sang-myun, Yoon Se-ah, Lee Pil-mo, Ko Myeong-hwan y Kim Myung-soo                |
| 2006 | Mighty Man                               | Kim Young-kwang        | (corto)                                                                                       |
| 2006 | Platform                                 | Dong-soo               | (corto)                                                                                       |
| 2005 | A Stirring Ripple                        | In-ho                  | (corto)                                                                                       |
| 2002 | School Story                             | -                      |                                                                                               |
| 2002 | Magic Kid Masuri                         | -                      | junto a Oh Seung-yoon, Yoon Young-ah, Kim Sung-kyum, Kim Na-woon, Han Bo-bae y Lee Hong-gi    |

### Aparición en programas de variedades
| Año  | Programa                      | Notas                |
| ---- | ----------------------------- | -------------------- |
| 2017 | Living Together in Empty Room | (ep. #23) - invitado |

### Aparición en videos musicales
| Año  | Intérpretes                           | Canción                                       | Notas  |
| ---- | ------------------------------------- | --------------------------------------------- | ------ |
| 2014 | g.o.d (지오디) ft. Megan Lee (메건리) | "The Story of Our Lives" (우리가 사는 이야기) | [ 16 ] |

### Anuncios
| Año  | Título                       | Notas |
| ---- | ---------------------------- | ----- |
| 2007 | Samsung, Experience of Pride |       |

## Premios y nominaciones
| Año  | Categoría                                            | Premio                       | Trabajo        | Resultado |
| ---- | ---------------------------------------------------- | ---------------------------- | -------------- | --------- |
| 2018 | Best Supporting Actor in a Monday-Tuesday Miniseries | MBC Drama Award              | Bad Papa       | Nominado  |
| 2014 | Best Actor                                           | 1st Wildflower Film Award    | Pluto          | Nominado  |
| 2011 | Best New Actor                                       | 32nd Blue Dragon Film Award  | The Front Line | Nominado  |
| 2011 | 최고의 남자신인배우상                                | 제8회 맥스무비 최고의 영화상 | Poetry         | Nominado  |
| 2010 | Best New Actor                                       | 8th Korean Film Award        | Poetry         | Nominado  |